# Molho de feijão

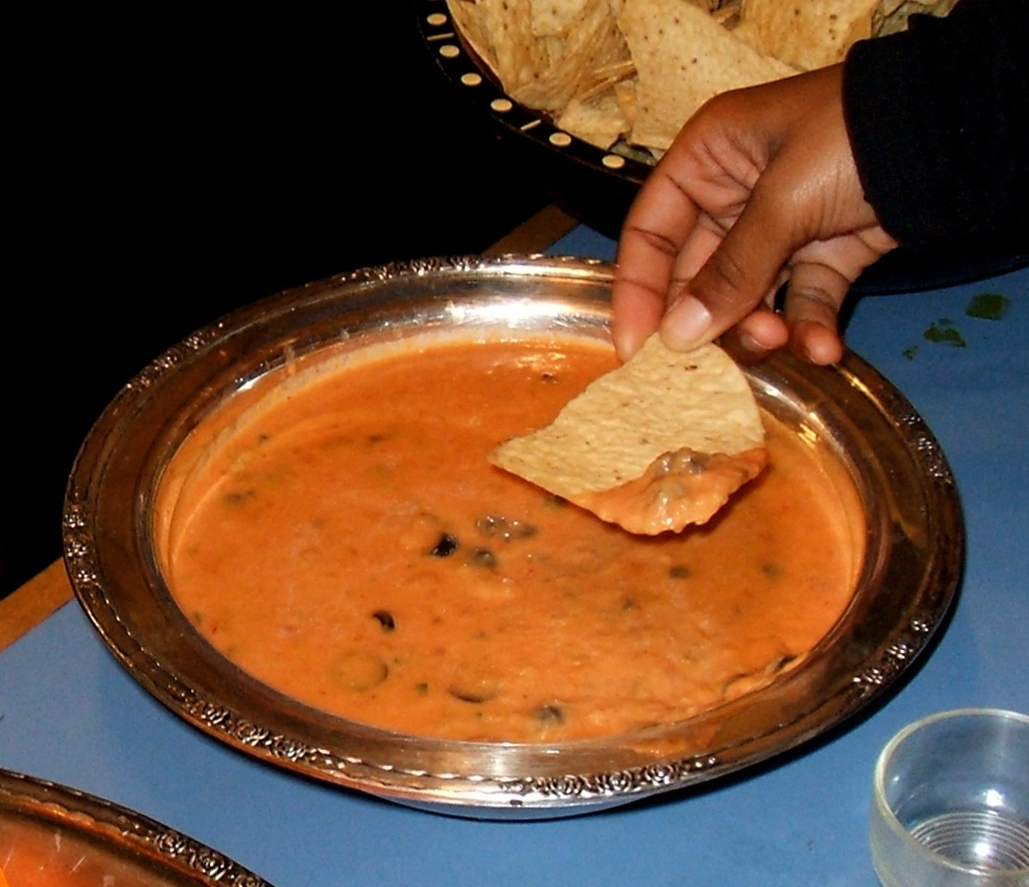
Um molho de feijão servido com tortilla chips

O molho de feijão é um tipo de molho feito com feijão ou feijão refrito como ingrediente principal. Normalmente, é servido com tortilla chips [en], mas também pode ser servido com outros alimentos, como biscoitos [en] e crudités [en]. Vários tipos de feijão são usados, e podem ser usados feijões frescos cozidos, enlatados ou em flocos. Vários ingredientes adicionais são usados em sua preparação, como cebola, alho, pimentão e temperos, e às vezes é guarnecido com alguns ingredientes. O molho de feijão pode ser servido frio, em temperatura ambiente ou quente e, às vezes, é usado como ingrediente na preparação de outros pratos, como burritos e quesadillas.

## Visão geral

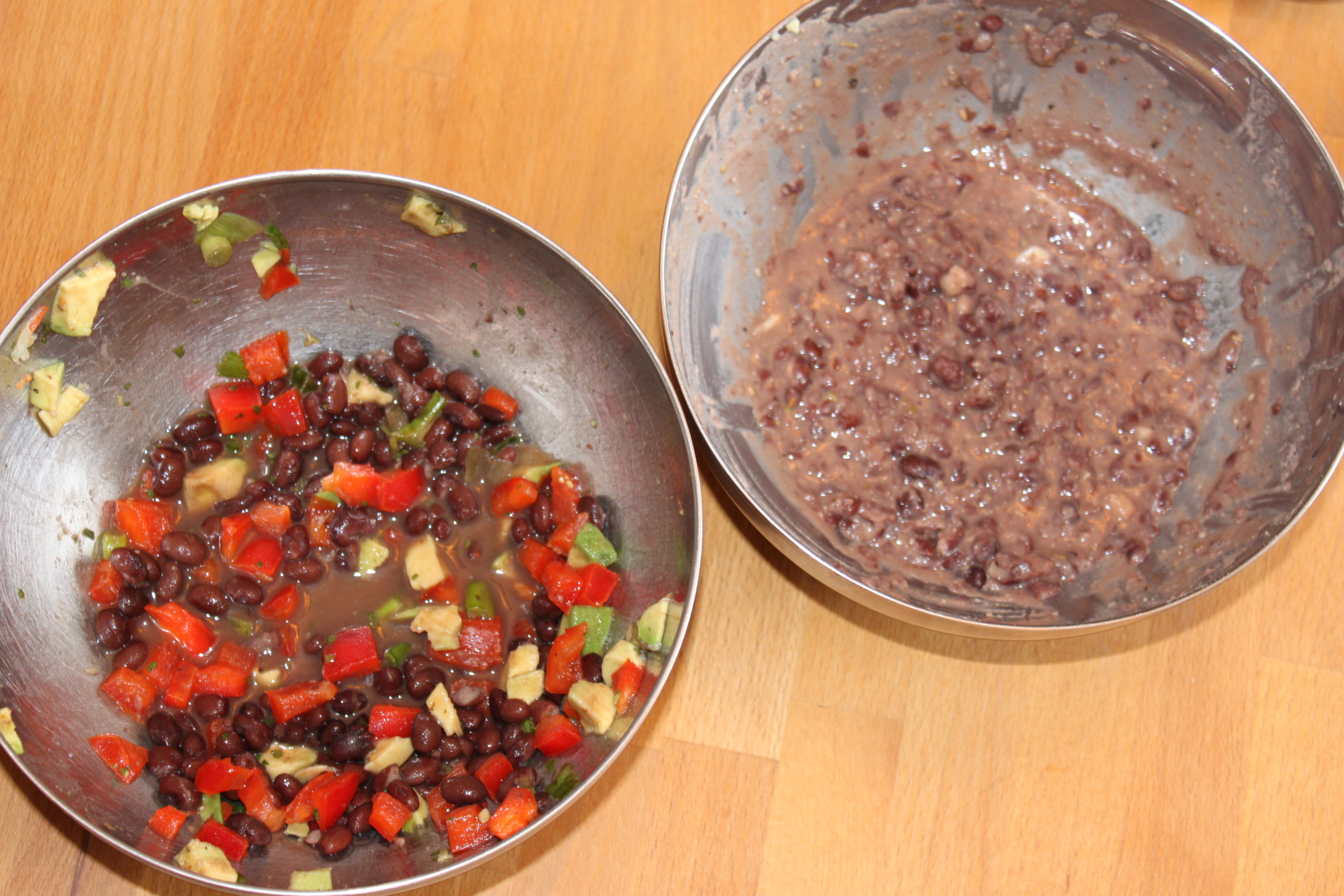
Molhos de feijão preto: um preparado com feijão inteiro (à esquerda) e outro preparado com purê de feijão

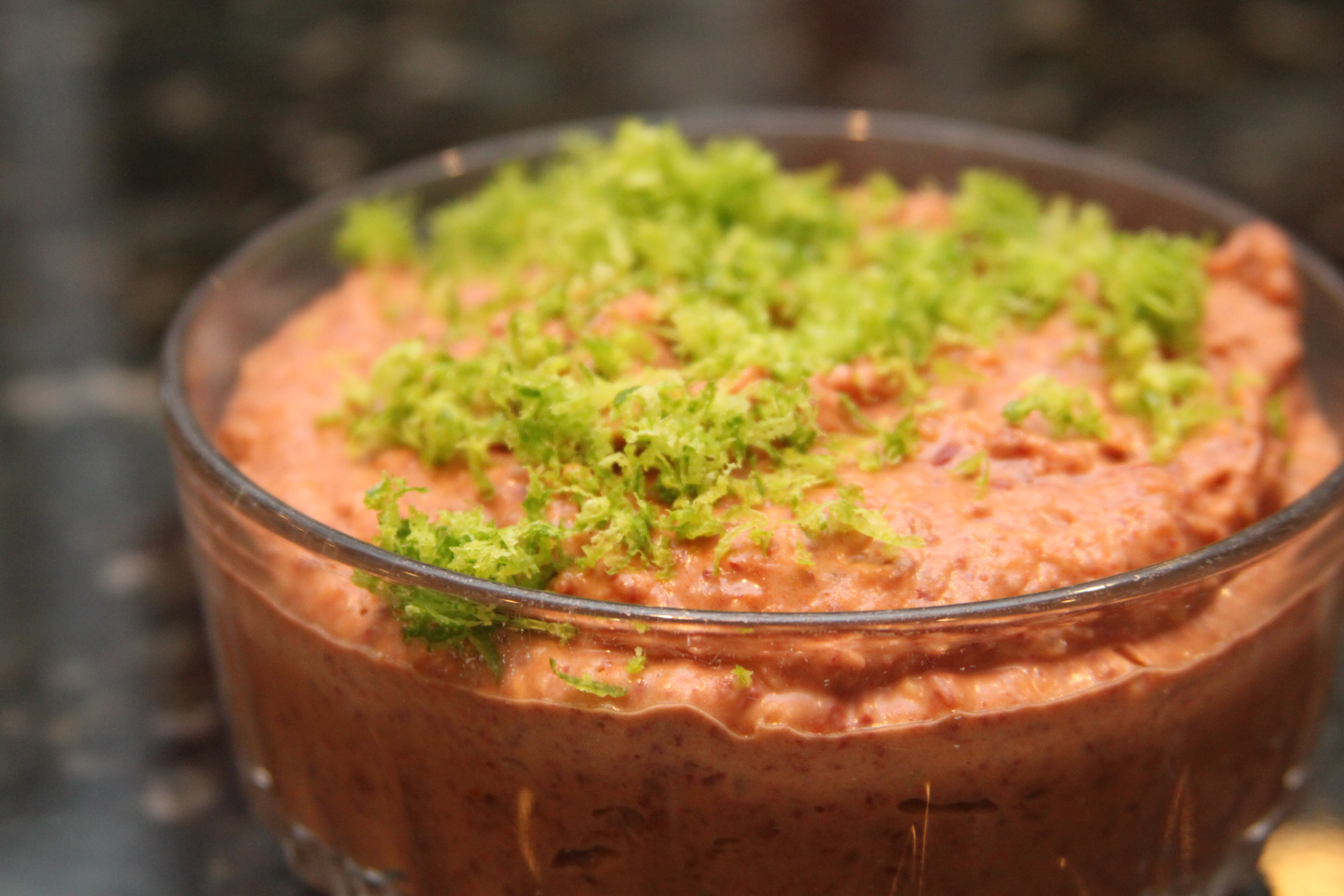
Um molho de feijão preparado com feijão-vermelho e decorado com raspas de limão

Na preparação do molho de feijão, podem ser usados vários tipos de feijão, inclusive feijão-preto, feijão-carioca, feijão-vermelho feijão-branco, fava, feijão-de-lima e edamame, uma preparação de soja imatura na vagem. Alguns molhos de feijão incorporam diversas variedades de feijão no prato, como o molho de três feijões. São usados feijões crus embebidos e cozidos, assim como feijões enlatados preparados e feijões refritos. O uso de feijões enlatados pode resultar em um molho mais cremoso, porque os feijões preparados em fábricas de conservas são cozidos sob pressão na lata. Os feijões enlatados podem ter um sabor salgado, que pode ser reduzido enxaguando-os e depois escorrendo-os. Os feijões frescos cozidos podem contribuir para um prato mais saboroso em comparação com o uso de feijões enlatados. As pimentas-verdes enlatadas preparadas também são usadas às vezes como ingrediente principal.
Os flocos de feijão secos preparados também podem ser usados na preparação do prato. Os flocos de feijão são reconstituídos em uma pasta de feijão usando água fervente, e podem ser usados para criar um molho de feijão instantâneo ou rápido. O uso de flocos de feijão secos pode contribuir para um molho de feijão com uma textura cremosa e suave.
Muitos ingredientes adicionais podem ser usados, incluindo cebola, pimentão vermelho assado, pimentas vermelha e verde, coentro, limão, suco e raspas de limão, suco de limão, creme azedo, óleo, banha, vinagre, água e temperos como alho, cominho, pimenta em pó e caiena, molho picante, sal e pimenta. Os vários ingredientes podem ser misturados ou transformados em purê usando um processador de alimentos, um liquidificador ou manualmente. O molho de feijão às vezes é coberto com queijo ralado e decorado com ingredientes como coentro picado, cebolinha picada, salsa fresca ou seca picada e raspas de limão, entre outros.
Deixar o molho de feijão descansar por um tempo antes de servir pode aumentar a mistura de sabores no prato. O molho de feijão pode ser servido frio, em temperatura ambiente ou quente. O molho de feijão quente pode ser preparado, refrigerado e cozido posteriormente, e também pode ser preparado em uma panela de cozimento lento e servido na mesma. O molho de feijão pode ser preparado como um prato vegano e sem glúten. O prato é normalmente servido com tortilla chips, mas também pode ser servido com biscoitos, crudités, gressinos, pão pita e pão torrado, como a baguete.

## Variedades comerciais
Algumas empresas produzem molhos de feijão em massa, como a Frito-Lay, que produz o Molho de Feijão Fritos. Alguns molhos de feijão comerciais são preparados com ingredientes adicionais para dar sabor, como queijo ou jalapeño. Alguns podem ter um alto teor de gordura, devido à presença de ingredientes ricos em gordura, como banha de porco. Algumas empresas também produzem em massa estilos refrigerados de molhos de feijão, estocados na seção refrigerada dos supermercados.

## Uso em outros pratos
O molho de feijão pode ser usado como ingrediente na preparação do molho de sete camadas [en]. O molho de feijão também é usado às vezes como ingrediente em outros pratos e alimentos, como quesadillas, burritos e nachos, entre outros.

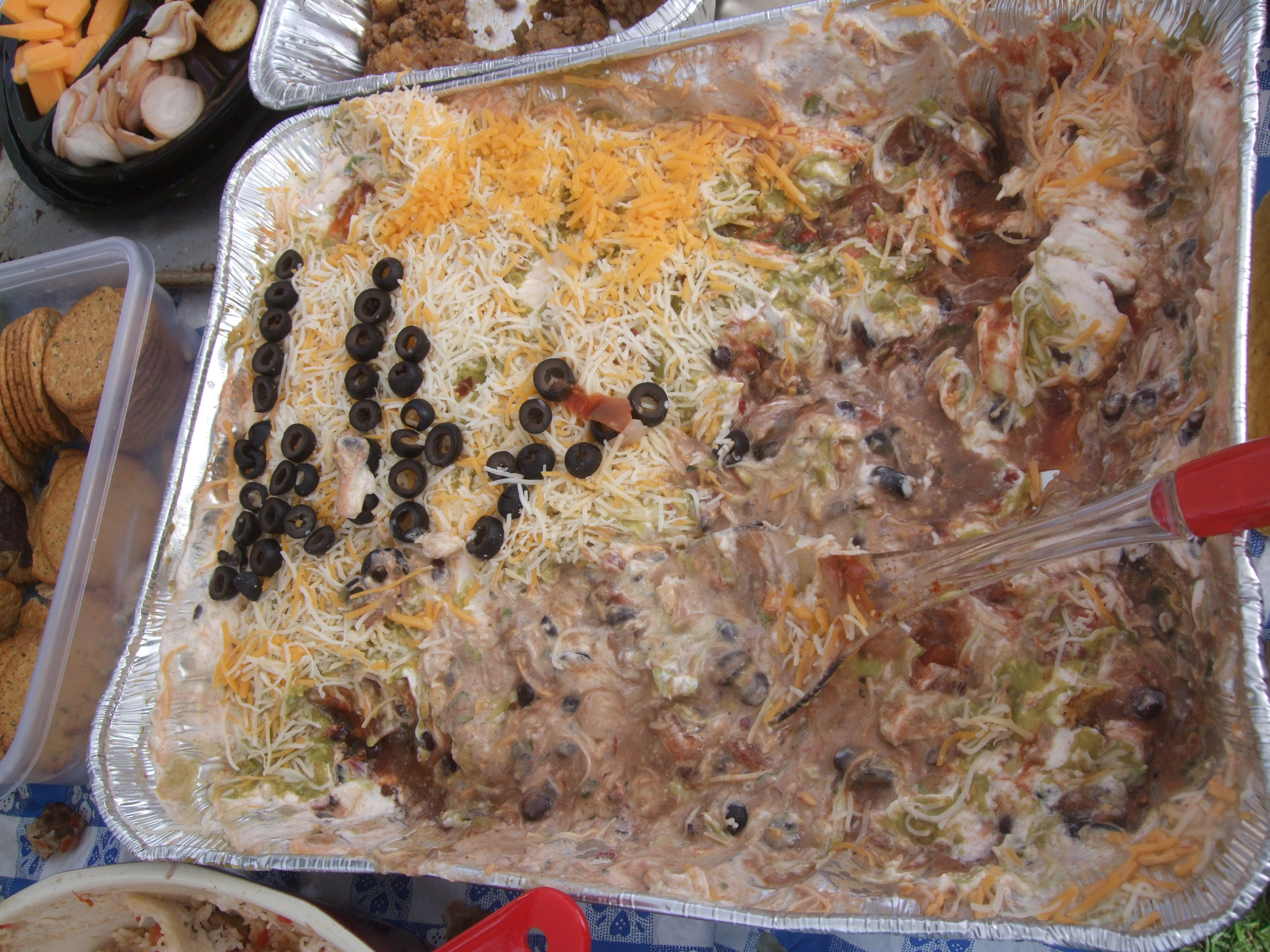
Um molho de sete camadas com feijão
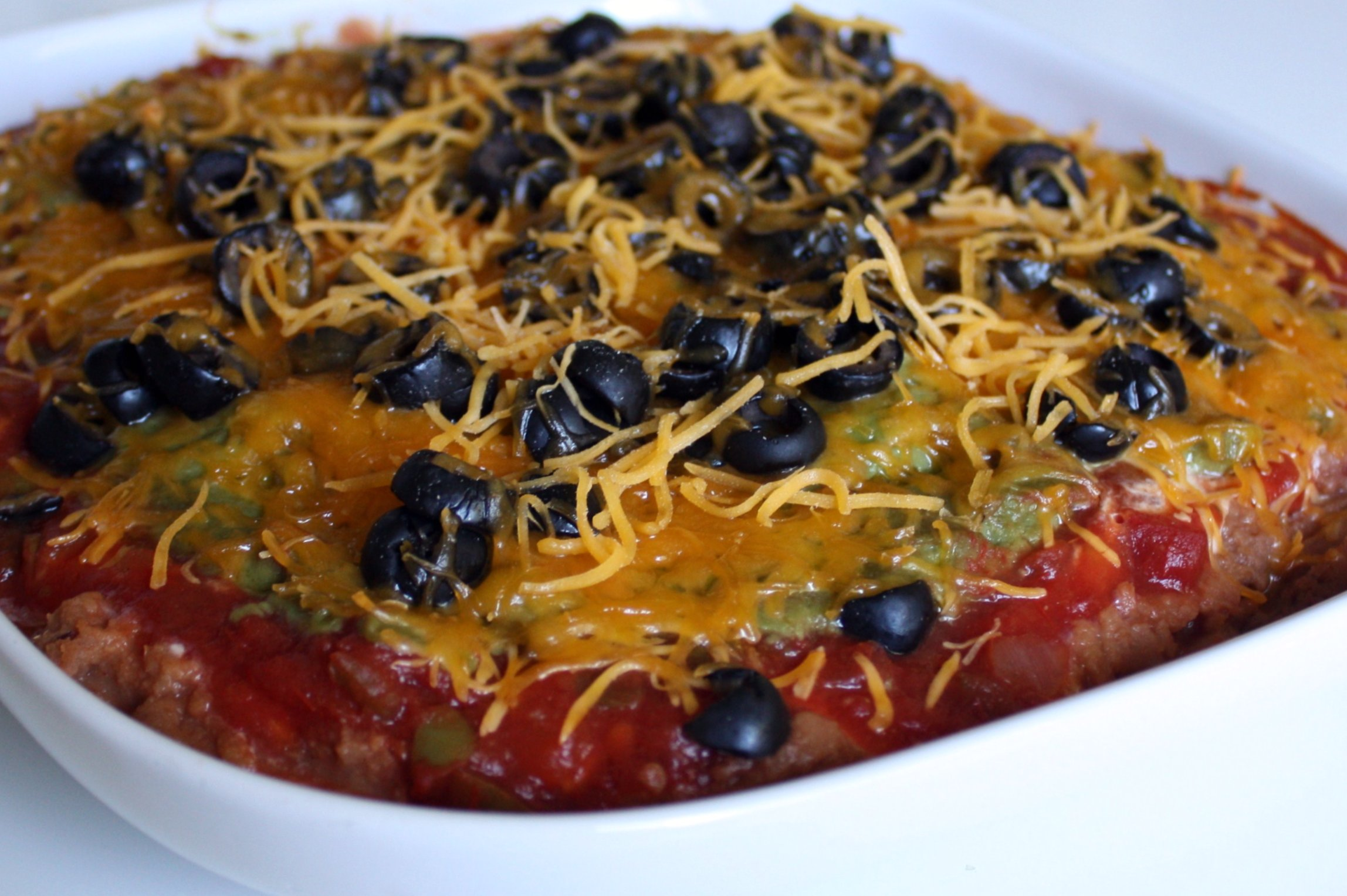
Detalhe de um molho de sete camadas com feijão

## Galeria

Molhos de feijão
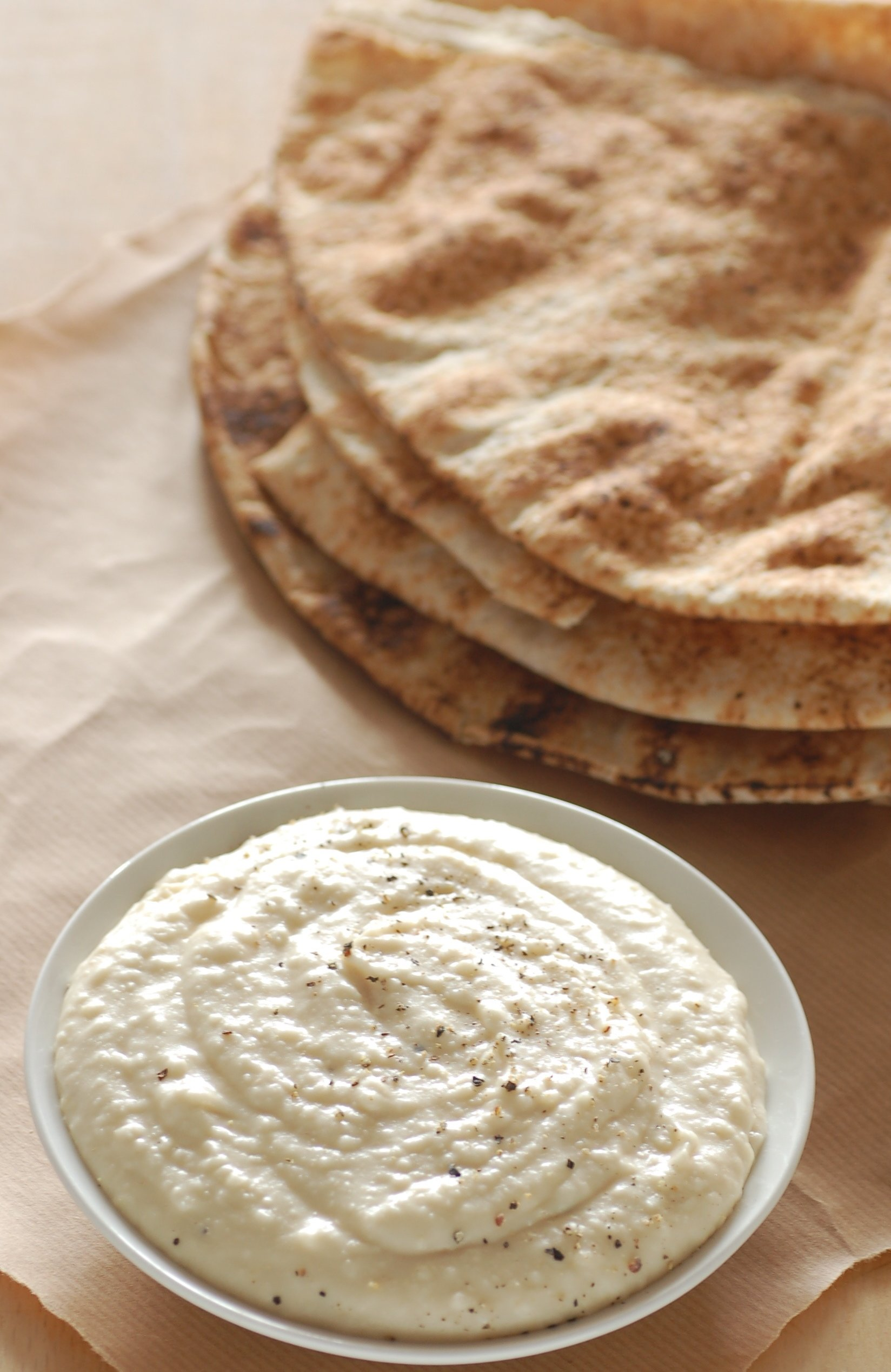
Um molho de feijão-branco e queijo parmesão servido com pão pita
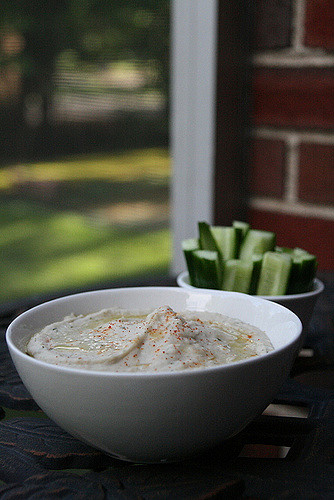
Molho de feijão-branco com ervas e crudités
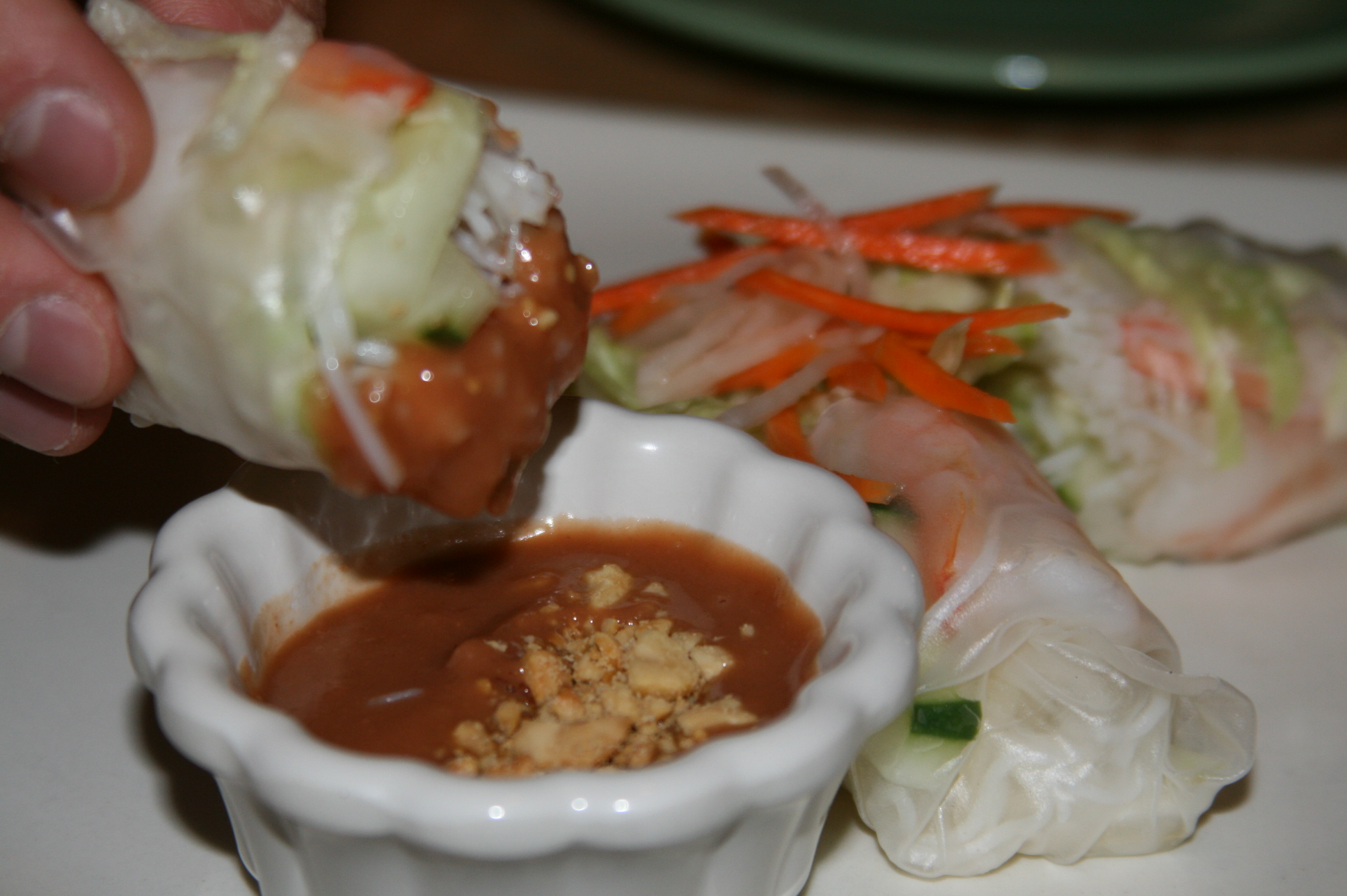
Rolinhos primavera com molho de feijão-preto
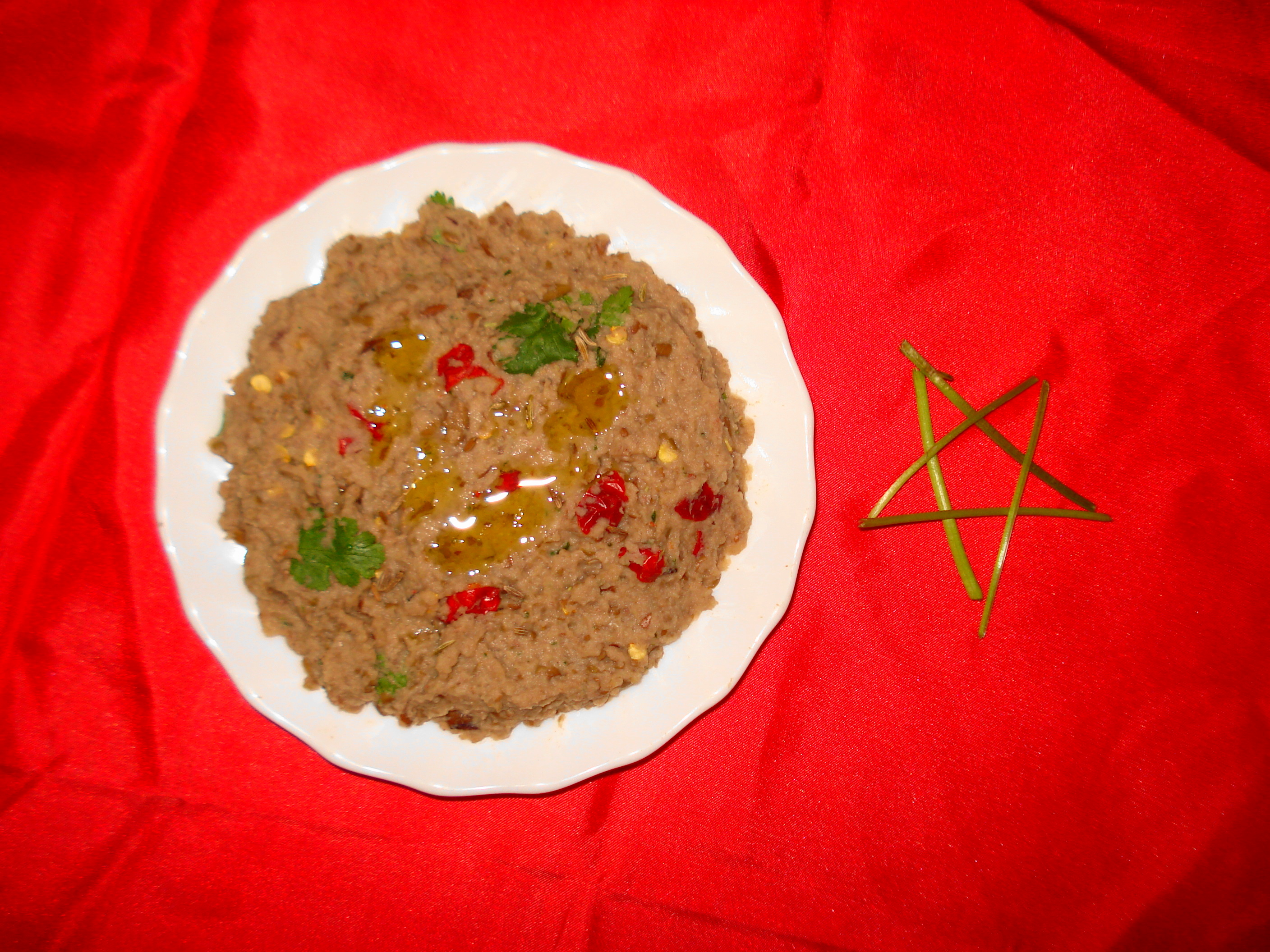
Bissara é um molho ou sopa marroquina de favas
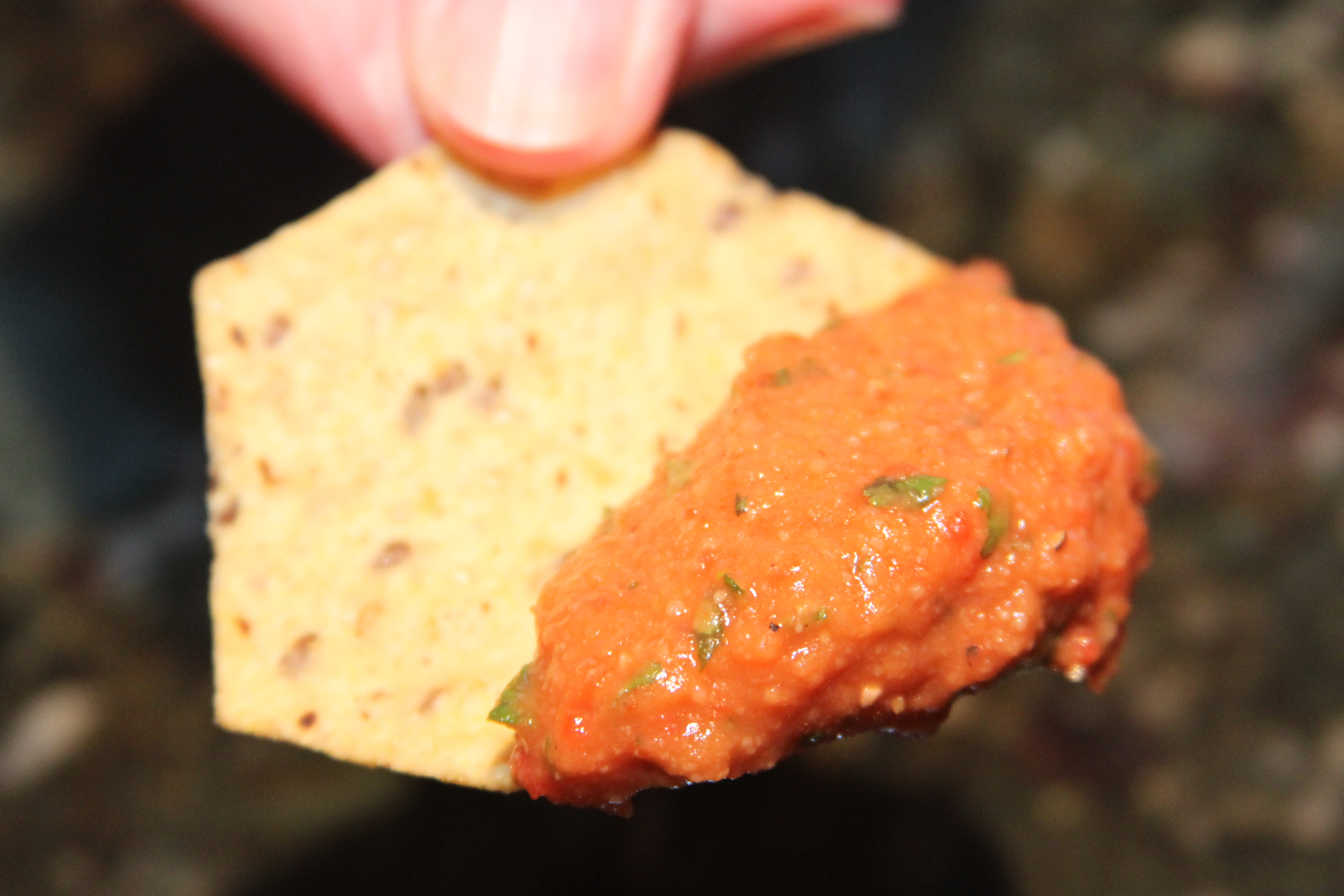
Um molho de feijão preparado com feijão-branco e pimentão vermelho assado, em um chip de tortilha
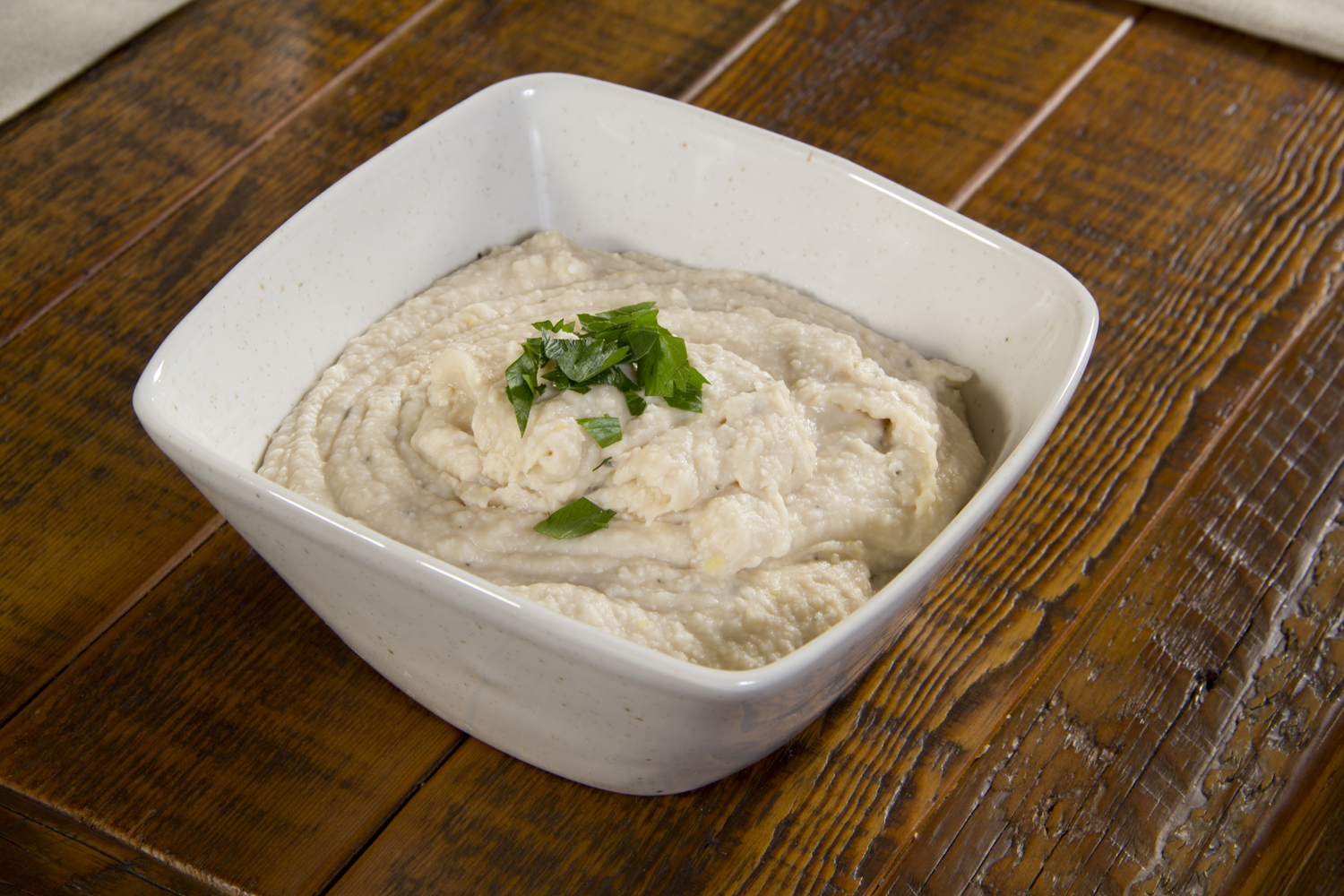
Molho de feijão preparado com feijão-branco
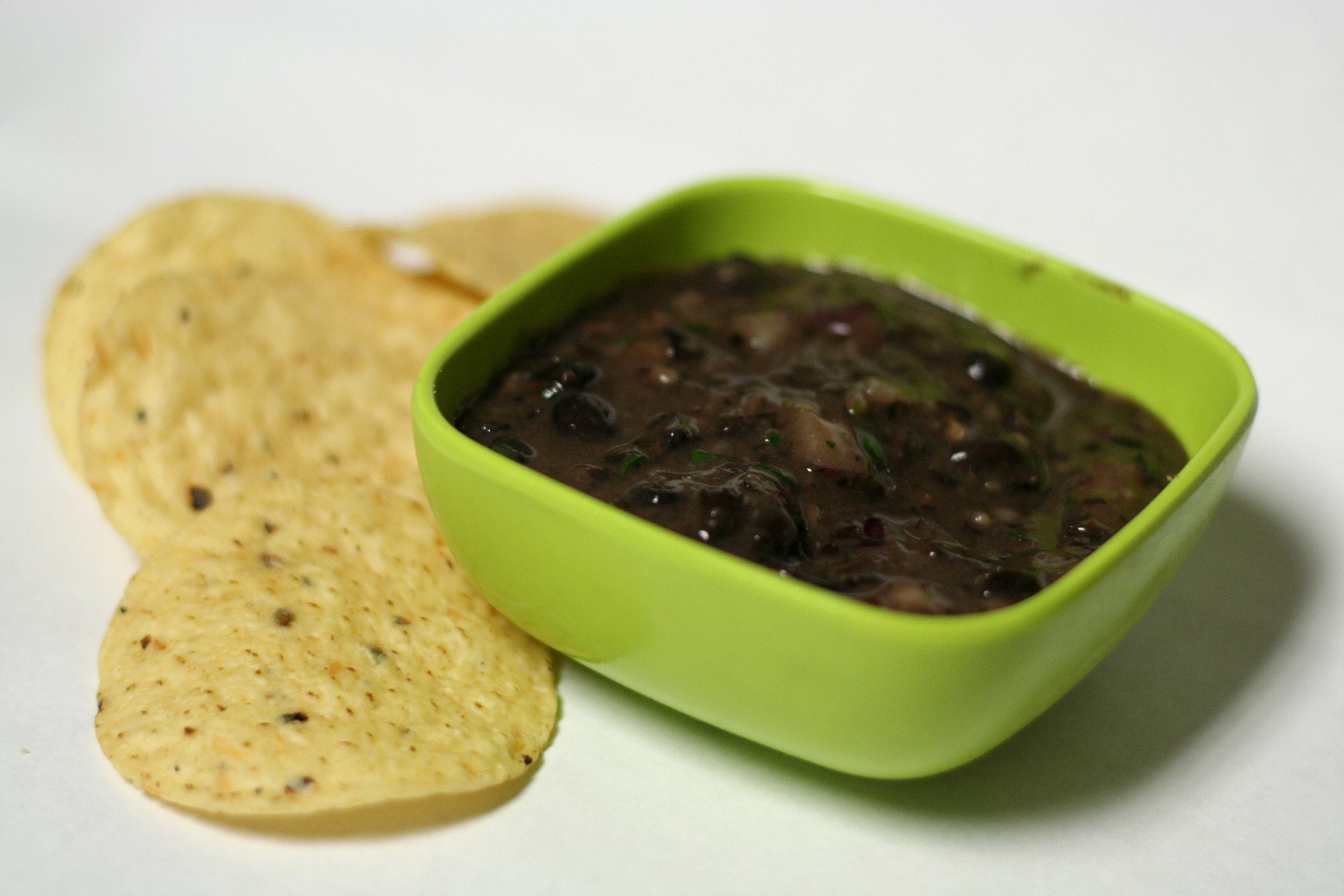
Molho de feijão-preto com tortilla chips
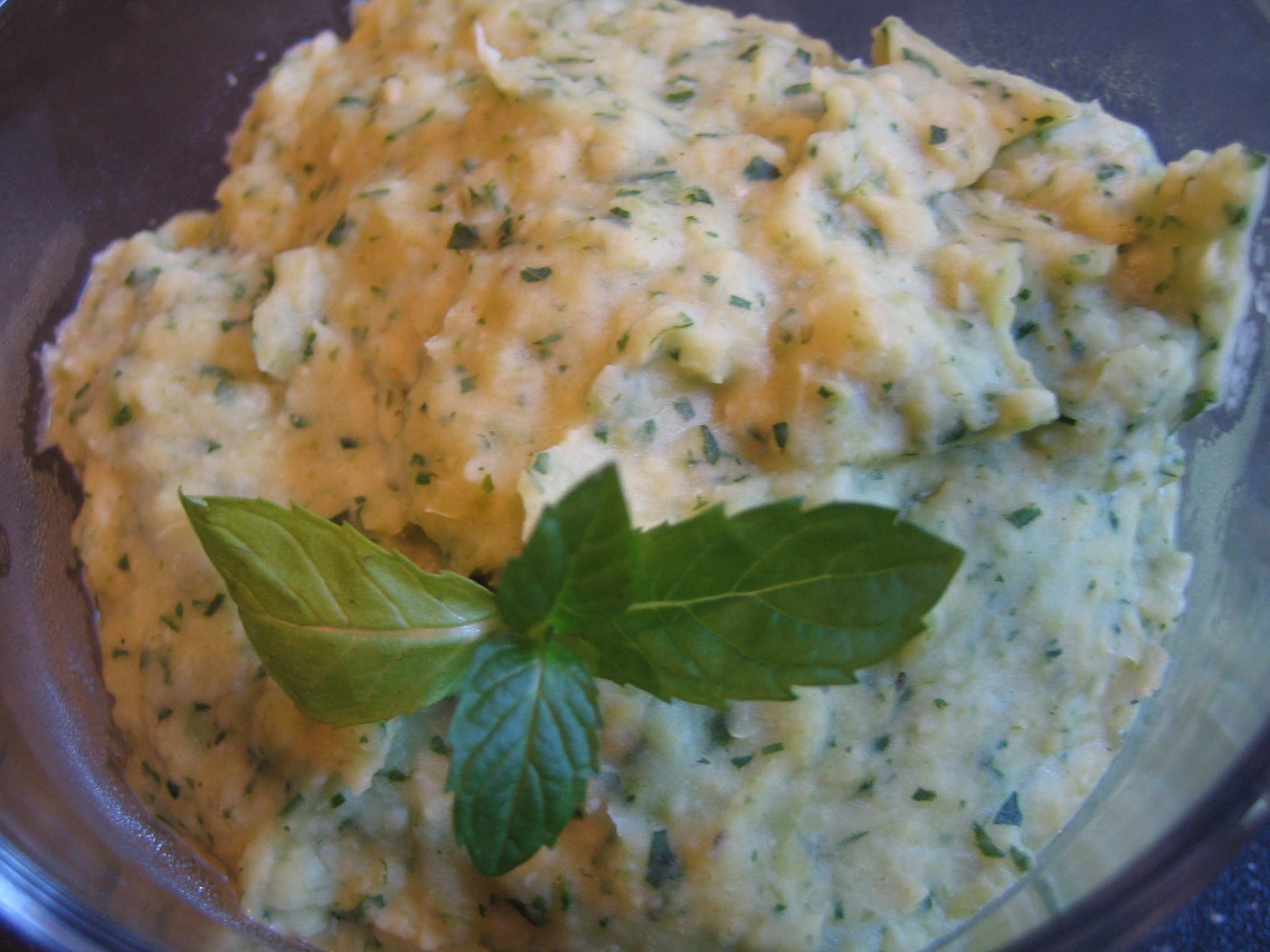
Detalhe de um molho de feijão-de-lima
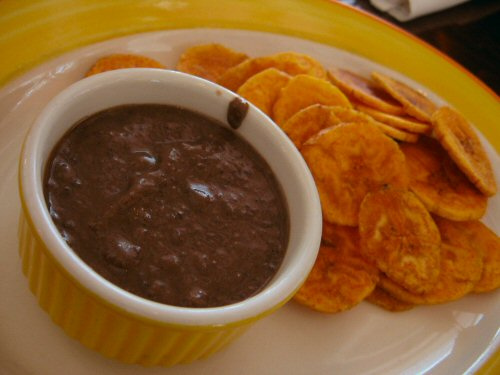
Um molho de feijão servido com chips de banana-da-terra